# AB de l'Orada
AB de l'Orada (AB Dor / HD 36705 / HIP 25647) és un sistema estel·lar que s'hi troba a 48,7 anys llum a la constel·lació austral de l'Orada. L'estel principal és un estel fulgurant, d'aquí la denominació de variable «AB».
L'estel principal AB de l'Orada A, nan taronja de tipus espectral K2V, té una temperatura efectiva de 5.100 ± 20 K. La seva lluminositat equival al 43% de la lluminositat solar i el seu radi és un 16% més petit que el del Sol. Gira sobre si mateixa molt més de pressa que el Sol, i la seva velocitat de rotació és d'almenys 53 km/s. El seu període de rotació és de només 0,51 dies. Com a conseqüència d'això, posseeix un intens camp magnètic. Mesures precises de la velocitat de rotació de l'estel en el seu equador han mostrat que aquesta velocitat varia amb el temps a causa de l'efecte d'aquest camp magnètic. Així mateix, presenta major nombre de taques estel·lars que el Sol. Amb una massa de 0,91 masses solars, té una edat aproximada de 75 milions d'anys.
AB de l'Orada B és un nan vermell a 135 ua de la component A. AB de l'Orada C és una companya molt propera a l'estel principal, a només 2,3 ua, amb un període orbital de 11,75 anys. És un dels estels coneguts amb menor massa —93 vegades la massa de Júpiter—, molt prop del límit de 75 - 80 vegades la massa de Júpiter per sota del com s'hagués classificat com un nan marró. La seva lluminositat és només una mil·lèsima de la del Sol.
El sistema dona nom a l'anomenada Associació estel·lar d'AB Doradus, composta per uns 30 estels que s'hi mouen en la mateixa direcció i tenen una edat similar. Altres membres d'aquesta associació són AK Pictoris, PW Andromedae i LO Pegasi.